# Tous à la manif (court métrage)
Ne doit pas être confondu avec Tous à la manif.
Tous à la manif est un court métrage français écrit et réalisé en 1994 par Laurent Cantet. Il s'agit là de sa première œuvre cinématographique.

## Fiche technique
- Scénario et réalisation : Laurent Cantet
- Photographie : Pierre Milon
- Montage : Muriel Wolfers
- Son : François Maurel
- Producteurs : Vincent Dietschy, Bénédicte Mellac
- Durée : 27 minutes 7 secondes

## Distribution
- John Bertin : Serge, le fils d'un cafetier, qui apprend le métier de serveur à ses côtés
- Michel Brun : Jean Pierre, son père, dont le café sert de quartier général à des lycéens en grève
- Nicolas Garriga : Nicolas, un lycéen
- Lorenzo Moschi : Lorenzo, un lycéen
- Roland Mbomgo : Roland, un lycéen
- Sarah Baglieri :Sarah, une lycéenne
- Michael Simeoni : Un lycéen
- Arnaud Raphaël Delhommé :Raphaël, un lycéen
- Christine Da Sylva : Chris, une lycéenne

## Numérisation du film
Ce film a été numérisé et restauré en 2012 par la société Lumières numériques, dans l'optique de sa diffusion au Festival de Clermont-Ferrand 2013 pour les 30 ans du festival.

## Distinctions
Le film a reçu le Prix Jean-Vigo en 1995.